# Osteospermum thodei
Osteospermum thodei là một loài thực vật có hoa trong họ Cúc. Loài này được Markötter mô tả khoa học đầu tiên.